# Anna Alexandrowna Schtschetinina
Anna Alexandrowna Schtschetinina, geboren Anna Alexandrowna Tschischowa, (russisch Анна Александровна Щетинина; * 27. April 1958 in Moskau) ist eine sowjetisch-russische Architektin und Künstlerin.

## Leben
Schtschetininas Vater Alexander Fjodorowitsch Tschischow (1932–1993) war Physiker im Zentralen Aerologie-Observatorium der Akademie der Wissenschaften der UdSSR in Dolgoprudny. Ihre Mutter Ljudmila Alexejewna geborene Djubina (* 1937) war Vizechefökonomin der PO Dserschinez. Schtschetinina studierte am Moskauer Architektur-Institut (MArchI) mit Abschluss 1982.
1977 heiratete Schtschetinina den gleichaltrigen Wassili Wladimirowitsch Bytschkow, der Architekt, Unternehmer und Direktor des Moskauer Hauses der Kunst für Ausstellungen wurde. 1979 bekamen sie ihre Tochter Julija Wassiljewna Bytschkowa, die Architektin und Landschaftsarchitektin wurde.
Nach ihrer Scheidung 1990 eröffnete Schtschetinina 1991 ihr Architektur-Design-Büro Terra. Sie gestaltete die Innenräume großer Objekte, so des Kinos Udarnik und der Restaurants im Fernsehturm Ostankino.
1994 heiratete Schtschetinina einen englischen Architekten, mit dem sie nach England ging (bis 1995).

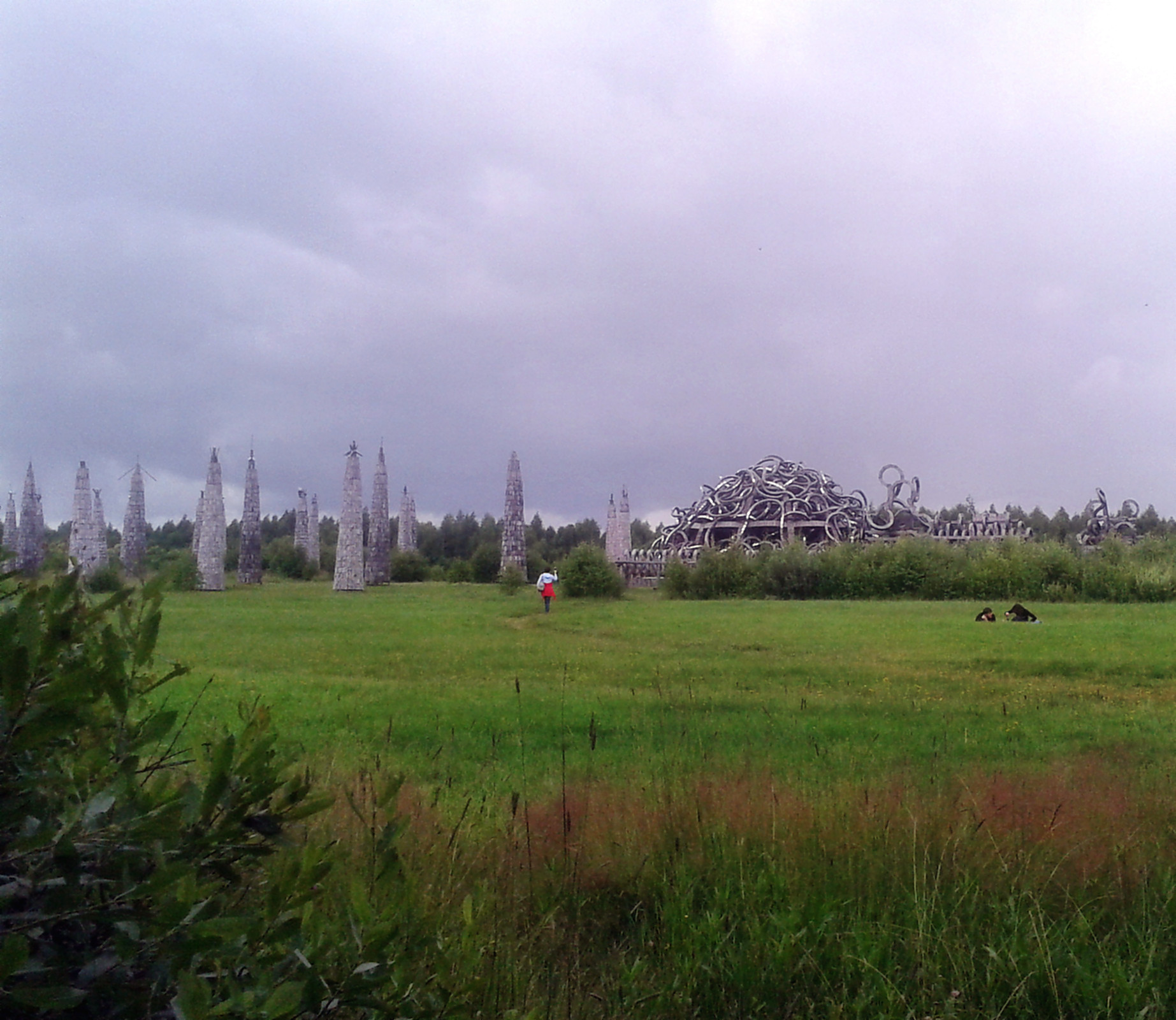
Nikola-Lewinez-Kunst-Park

1995 kam Schtschetinina auf Einladung von Freunden aus England in das Dorf Nikola-Leniwez in der Oblast Kaluga, wo der Architekt und Designer Wassili Michailowitsch Schtschetinin (1965–2017) eine Künstlerkolonie gegründet hatte. Sie blieb nun in Russland, heiratete 1996 Schtschetinin (bis 2010) und baute ein Haus in Nikola-Leniwez. Seit 2006 veranstaltet ihre Tochter Julija Bytschkowa das von Nikolai Wladimirowitsch Polisski 2006 gegründete jährliche Land-Art-Festival ArchStojanije auf einem Gelände beim Dorf Nikola-Leniwez, wo 2010 Maxim Jurjewitsch Nogotkow den Nikola-Leniwez-Kunst-Park gründete. 2008 realisierte Schtschetinina das Landschaftsprojekt Haus am Wald im Rahmen des ArchStojanije-Festivals 2008.
2011 gestaltete Schtschetinina einen ökologischen Pfad im Nationalpark Ugra in der Oblast Kaluga (seit 2002 Biosphärenreservat der UNESCO). Seit 2011 leitet sie die nichtkommerzielle Genossenschaft Nikola-Leniwez. Sie ist Mitglied der Architektenunion Russlands und der Künstlerunion Russlands. Ihre Werke befinden sich im Nikola-Leniwez-Kunstpark und in Privatsammlungen in Russland, England und den USA. 2016 wurde ihre Tochter Julija Bytschkowa Direktorin des Nikola-Leniwez-Kunst-Parks.
Schtschetininas Schwester Marija Alexandrowna Tschischowa (* 1973) ist Architektin.

## Ausstellungen
- Einzelausstellung im MArchI (1982)[1]
- Einzelausstellung in der Galerie Natascha Tschorbadse in Denver (1992)[1]
- Einzelausstellung Raswoploschtschenije im Laboratorium des Zentrums für Zeitgenössische Kunst der Open Society Foundations in Moskau (1993)[1]
- Gruppenausstellungen in Moskau (1982–1991), Rom (1987), Brüssel (1988), Madrid (1989), Kaliningrad (1990), London (1990, 1991), Birmingham (1991)[1]